# Geologische Karte der Republik Österreich
Als Geologische Karte der Republik Österreich 1:50.000 (auch GÖK oder GÖK 50) bezeichnet man das Kartenwerk der Geologischen Bundesanstalt in Österreich.
Das geologische Spezialkartenwerk ist das Herzstück der systematischen geologischen Landesaufnahme; ihre Blätter werden im Maßstab 1:50.000 und fallweise im Maßstab 1:25.000 erstellt und entsprechen im Blattschnitt und in der Situationsdarstellung der amtlichen topographischen Österreichischen Karte (ÖK) 1:50.000 des Bundesamtes für Eich- und Vermessungswesen. 
Das Thematische Kartenwerk beschreibt Österreich lithologisch, gruppiert nach Gesteinsarten und nach dem erdgeschichtlichen Alter der Gesteine. Daneben wird eine Fülle zusätzlicher Informationen geliefert, etwa zur Lage und zum Verlauf von tektonischen Grenzflächen (Störungen, Überschiebungen usw.) sowie zu den Lagerungsverhältnissen der Gesteine (Raumlage von Schicht- und Schieferungsflächen, Faltenachsen usw.).
Da die geologische Basisaufnahme Österreichs noch nicht abgeschlossen ist, ist das Kartenwerk noch nicht vollständig erschienen.